# Limnodynastes dumerilii
Limnodynastes dumerilii es una especie de anfibio de la familia Limnodynastidae. Es endémica de la costa este y sudeste de Australia y de Tasmania. 